# Znělá labiodentální aproximanta
Znělá labiodentální aproximanta je souhláska, která se vyskytuje v některých jazycích. Je něčím mezi v a w. V mezinárodní fonetické abecedě se označuje symbolem ʋ, číselné označení IPA je 150, ekvivalentním symbolem v SAMPA je P nebo v\.

## Charakteristika
- Způsob artikulace: aproximantní souhláska (aproximanta). Vytváří se přiblížením artikulačních orgánů, které je však menší než u frikativ, takže proudění vzduchu nevytváří tak výrazný šum.
- Místo artikulace: retozubná souhláska (labiodentála). Úžina se vytváří mezi horními zuby, při artikulaci se dolní ret přibližuje k horním zubům.
- Znělost: znělá souhláska – při artikulaci hlasivky kmitají. Neznělým protějškem je ʋ̥.
- Ústní souhláska – vzduch prochází při artikulaci ústní dutinou.
- Středová souhláska – vzduch proudí převážně přes střed jazyka spíše než přes jeho boky.
- Pulmonická egresivní hláska – vzduch je při artikulaci vytlačován z plic.

## V češtině
Vyskytuje se v některých českých nářečích. Taková nebo přímo bilabiální byla běžná výslovnost „v“ ve staré češtině.